# Хелм, Левон
Левон Хелм (англ. Mark Lavon "Levon" Helm; 26 мая 1940, Элейн, Арканзас — 19 апреля 2012, Нью-Йорк) — американский музыкант из группы The Band и актёр («Дочь шахтёра»). Лауреат премии Грэмми за свои сольные альбомы (2007, 2010, 2012).

## Биография
Родился 26 мая 1940 года в Элейне, штат Арканзас, США.
В 1960 году он начал играть в группе сопровождающей звезду рокабилли Ронни Хокинса. В её составе выступали канадские музыканты Робби Робертсон, Ричард Мануел, Рик Данко и Гарт Хадсон — все будущие участники группы The Band.
Также выступал вместе с Бобом Диланом (в 1960-70-е годы) и другими музыкантами, участвовал в записи альбома Ринго Старра Ringo Starr and His All-Starr Band (в 1989 году).
Сольный альбом Левона Хелма Dirt Farmer 2007 года был удостоен премии Грэмми в номинации «Лучший альбом традиционного фолка» в феврале 2008 года, а в ноябре того же года журнал Rolling Stone назвал его одним из лучших певцов мира под № #91 в своём списке The 100 Greatest Singers of All Time. В 2010 году следующий его альбом Electric Dirt (2009) получил премию Грэмми в новой номинации «Лучший альбом американы». В 2011 году его живой альбом Ramble at the Ryman был номинирован на премию Грэмми в той же категории и в итоге получил её.
Умер 19 апреля 2012 года от рака в Мемориальном онкологическом центре Слоуна-Кеттеринга в Нью-Йорке.

## Фильмография
- 1978 — Последний вальс / The Last Waltz — играет самого себя
- 1980 — Дочь шахтёра / Coal Miner's Daughter — Тэд Уэбб
- 1982 — Лучшая месть / Best Revenge — Бо
- 1983 — Парни что надо / The Right Stuff  —Джек Ридли / рассказчик
- 1984 — Изготовитель кукол / The Dollmaker — Кловис
- 1985 — Приятный разговор / Smooth Talk — Гарри
- 1985 — Человек из леса / Man Outside — Лелэнд Лафлин
- 1987 — Конец линии / End of the Line — Део Пикетт
- 1987 — Элвис ’56 / Elvis '56 — играет самого себя / рассказчик
- 1988—1991 — Звонящий в полночь / Midnight Caller  — К.В. Блэнчард
- 1989 — Все вместе / Staying Together — Дэнни Стоктон
- 1990 — The Wall Live in Berlin
- 1996 — Чувствуя Миннесоту — продавец библии
- 1997 — Огонь из преисподней / Fire Down Below — преподобный Боб Гудол
- 1998 — Приключения Себастьяна Кола / The Adventures of Sebastian Cole — Джуви Боб
- 2005 — Три могилы / Three Burials of Melquiades Estrada — старик с радио
- 2007 — Стрелок / Shooter — господин Рэйт
- 2009 — В электрическом тумане / In the Electric Mist — генерал Джон Белл Худ

## Дискография
| - 1968 Music from Big Pink - 1969 The Band - 1970 Stage Fright - 1971 Cahoots - 1972 Rock of Ages (live concert album) - 1973 Moondog Matinee - 1974 Planet Waves (с Бобом Диланом) - 1974 Before the Flood (концертный альбом с Бобом Диланом) - 1975 Northern Lights - Southern Cross - 1975 The Basement Tapes (с Бобом Диланом) - 1977 Islands - 1978 The Last Waltz (live concert album with additional studio material) - 1993 Jericho - 1996 High on the Hog - 1998 Jubilation | - 1977 Levon Helm & the RCO All-Stars (ABC Records) U.S. #142 - 1978 Levon Helm (ABC) U.S. #206 - 1980 American Son (MCA) - 1982 Levon Helm (Capitol) - 1999 The Ties That Bind (Raven Records) - 2000 Souvenir, Vol. 1 (Breeze Hill) — Levon Helm & The Crowmatix - 2005 Midnight Ramble Sessions Volume I - 2005 Midnight Ramble Sessions Volume II - 2006 Levon Helm & the RCO All Stars Live (Levon Helm Studios) - 2007 Dirt Farmer (Vanguard Records), U.S. #102 - 2009 Electric Dirt (Dirt Farmer Music), U.S. #36 - 2011 Ramble at the Ryman (Vanguard) - 2011 The Lost Notebooks of Hank Williams (Columbia) |